# 東京ステーション開発
東京ステーション開発株式会社（とうきょうステーションかいはつ、英: Tokyo Station Development）は、東京都千代田区丸の内に本社を置く不動産会社。東海旅客鉄道（JR東海）の子会社である。

## 運営管理・不動産提供する主な施設
- 東京駅一番街
- 東海道新幹線（並走するJR東日本在来線東京駅 - 有楽町駅 - 新橋駅および駅間）高架下テナント[3]
  - 有楽町高架下センター（東京駅 - 有楽町駅間、有楽町高架橋下）
  - 有楽町産直横丁（有楽町駅 - 新橋駅間、内山下町橋高架橋下、千代田区道134号架道橋より有楽町駅寄り）
2019年12月14日開業、借主とテナント運営は浜倉的商店製作所[4]
  - 日比谷グルメゾン（有楽町駅～新橋駅間、内山下町橋高架橋下・千代田区道134号架道橋より新橋駅寄り）
2020年7月9日開業[5]、東海道本線下の旧インターナショナルアーケードと、東海道新幹線下の旧西銀座JRセンターを統合して改修した。敷地が隣接するJR東日本と共同開発し、敷地の約2割を日比谷グルメゾン、約8割はJR東日本都市開発が運営する「日比谷OKUROJI」を2020年9月10日に開業した。
  - 銀座裏コリドー (URACORI)（有楽町駅 - 新橋駅間、内幸橋高架橋下）
2019年11月20日開業、借主とテナント運営は東京交通興業[6]

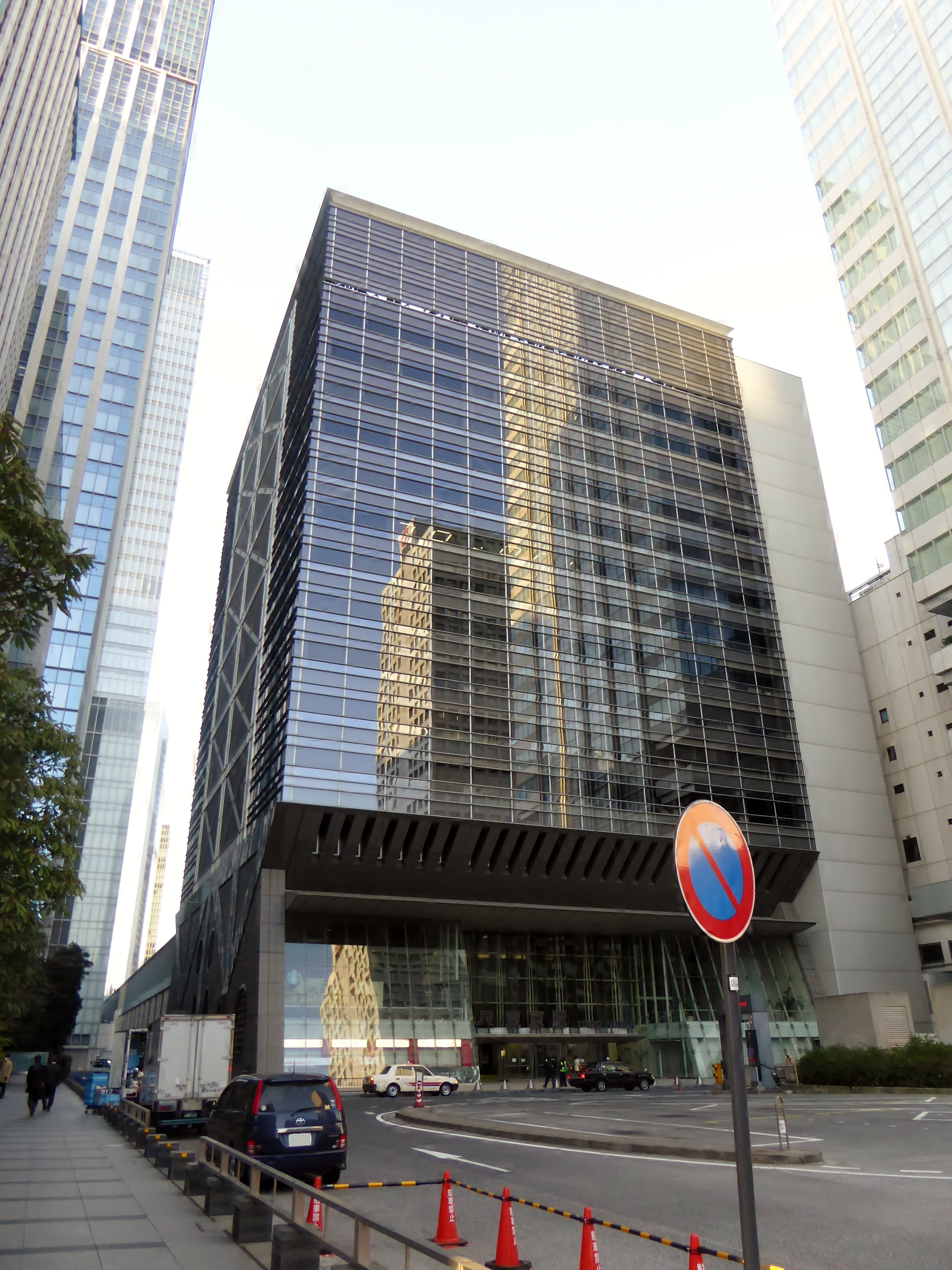
東京ステーション開発が入居する丸の内中央ビル
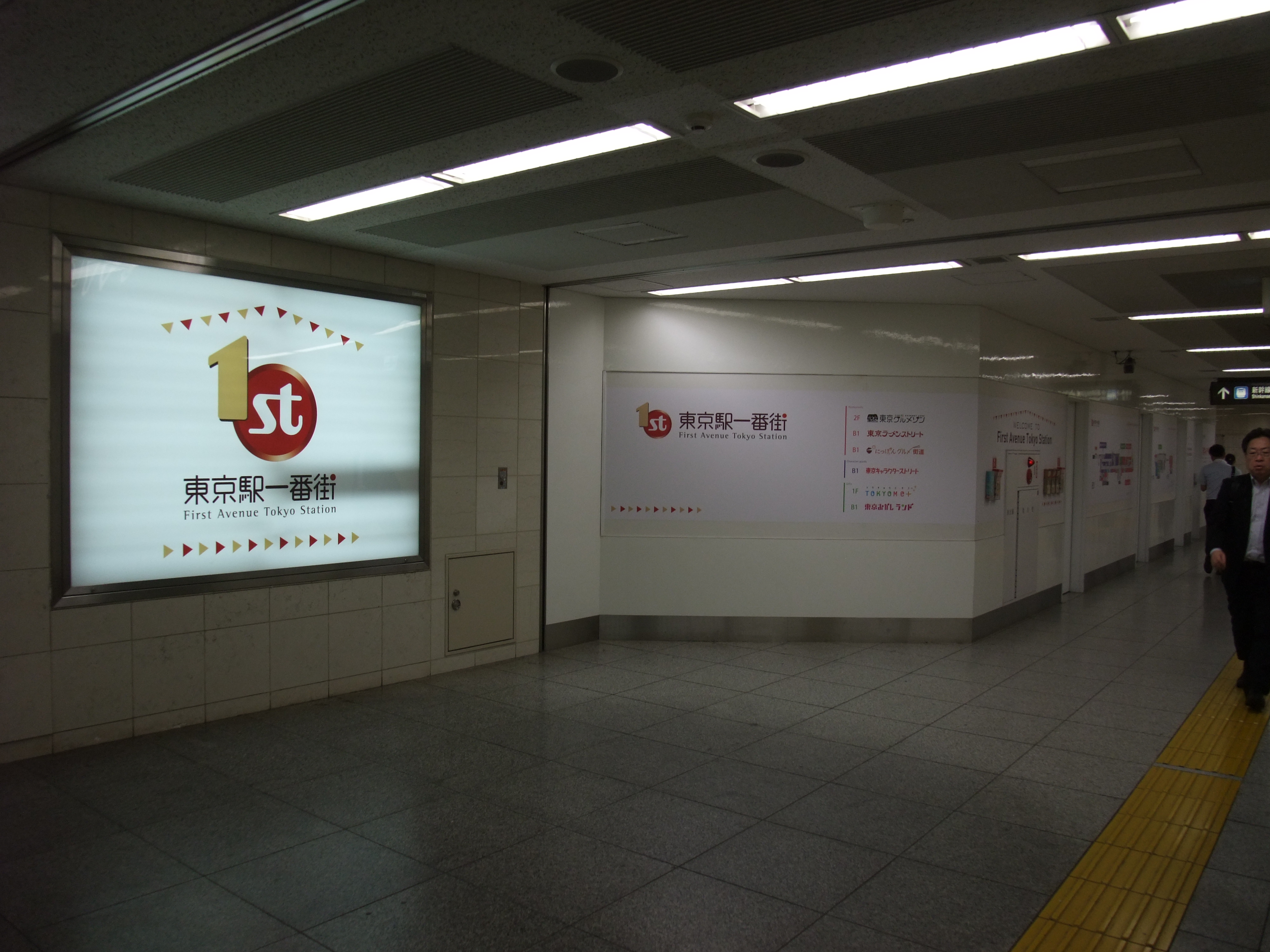
東京駅一番街への通路（丸の内中央ビル地下）
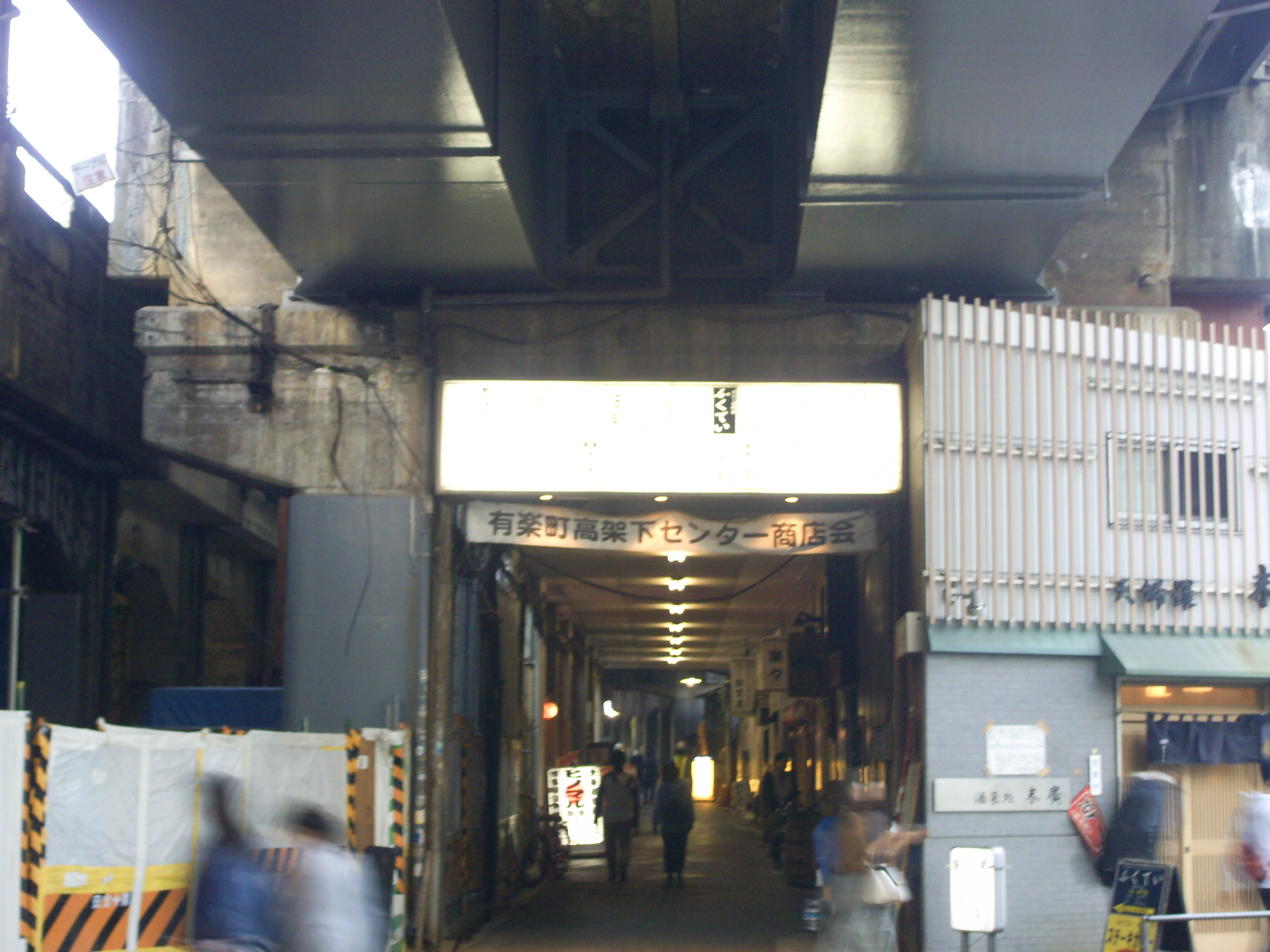
有楽町高架下センター
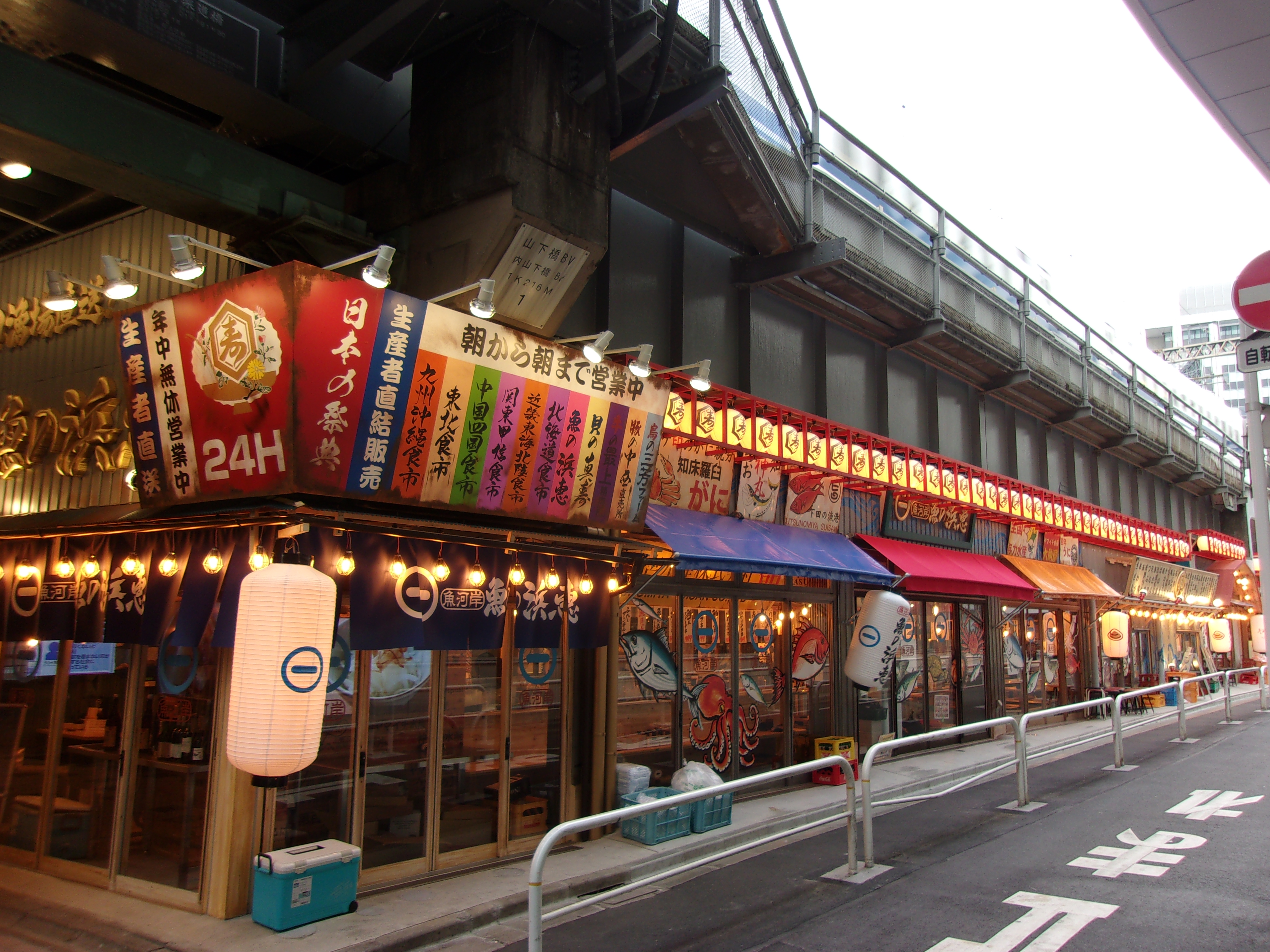
有楽町産直横丁
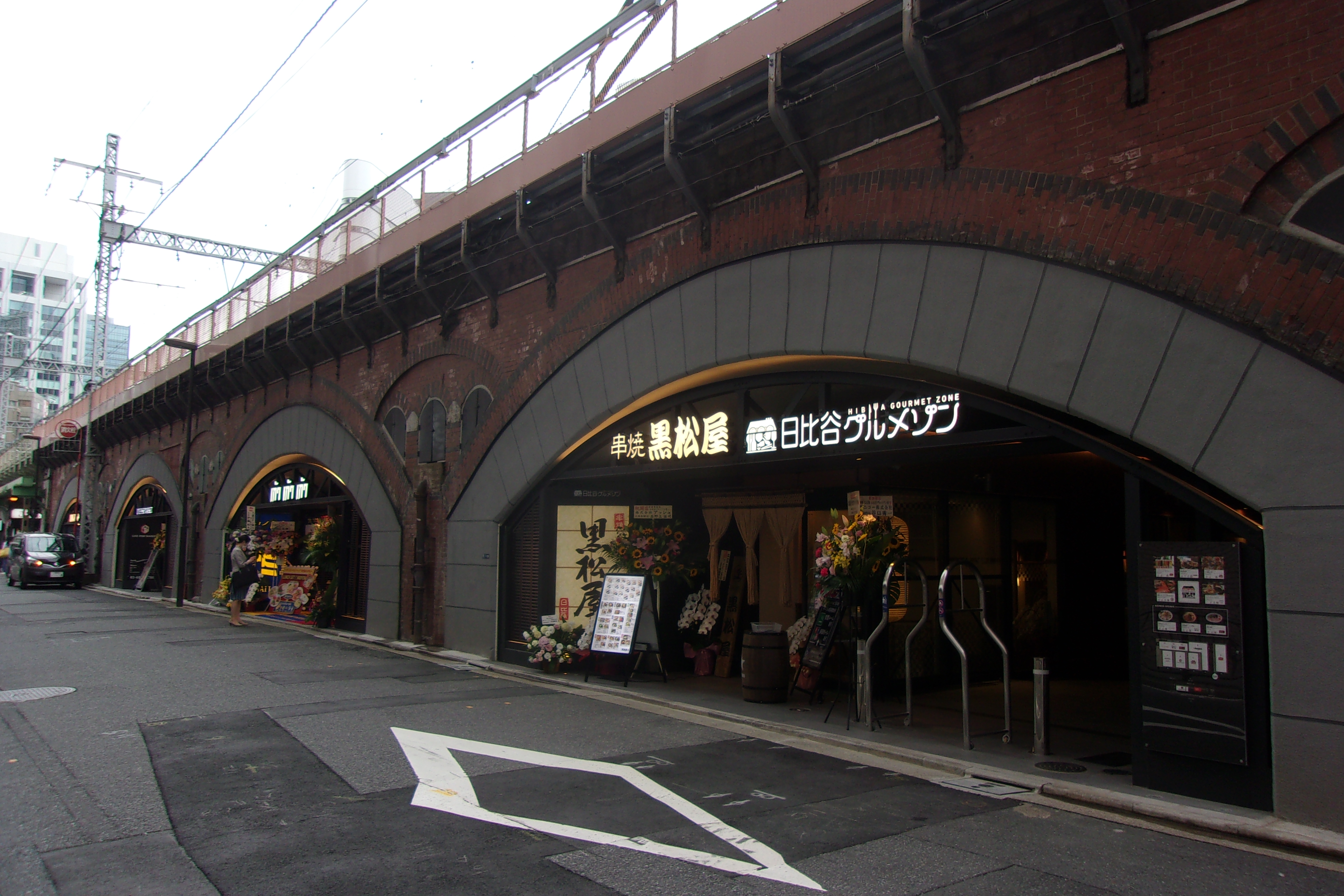
日比谷グルメゾン
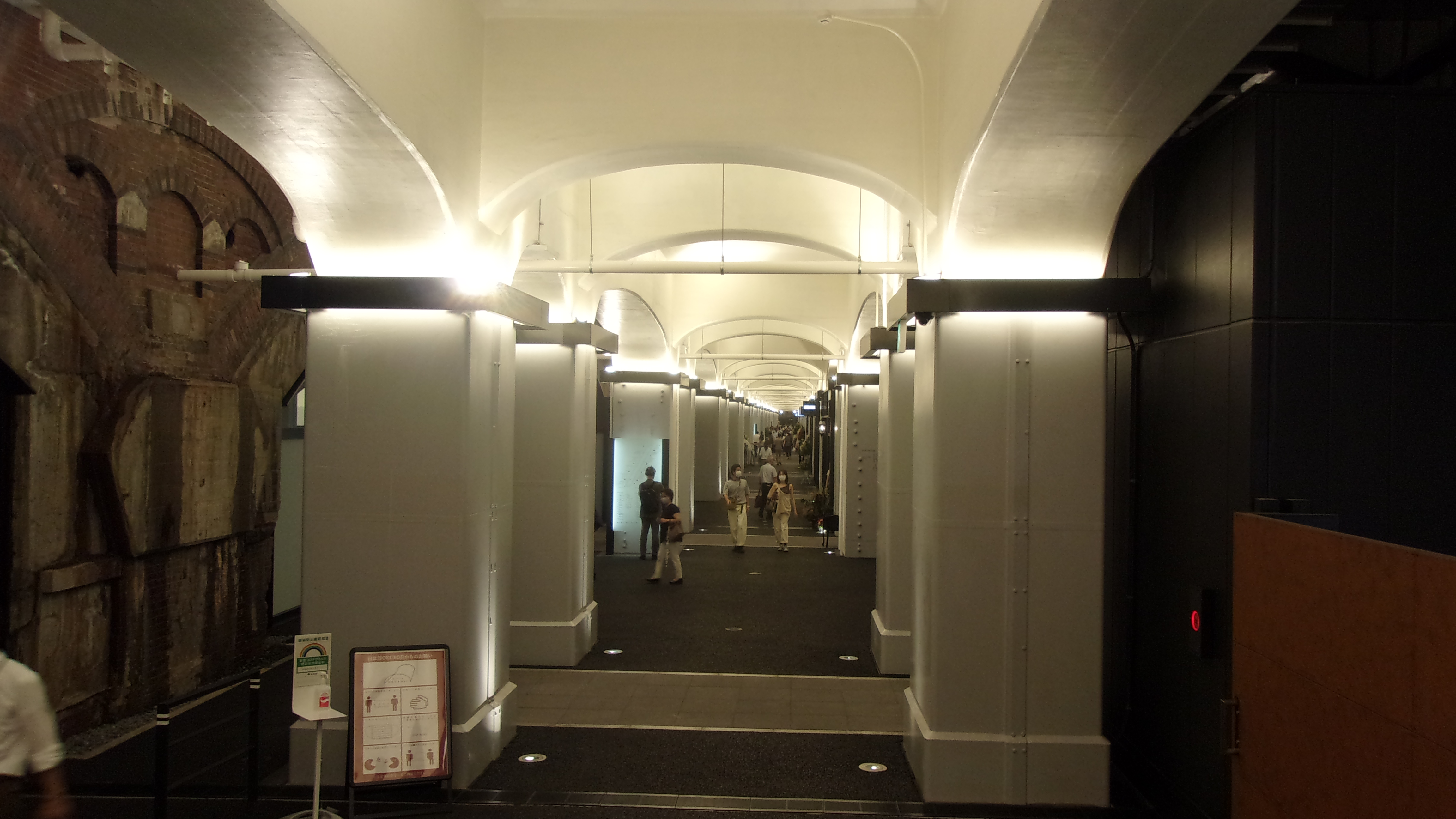
日比谷OKUROJI
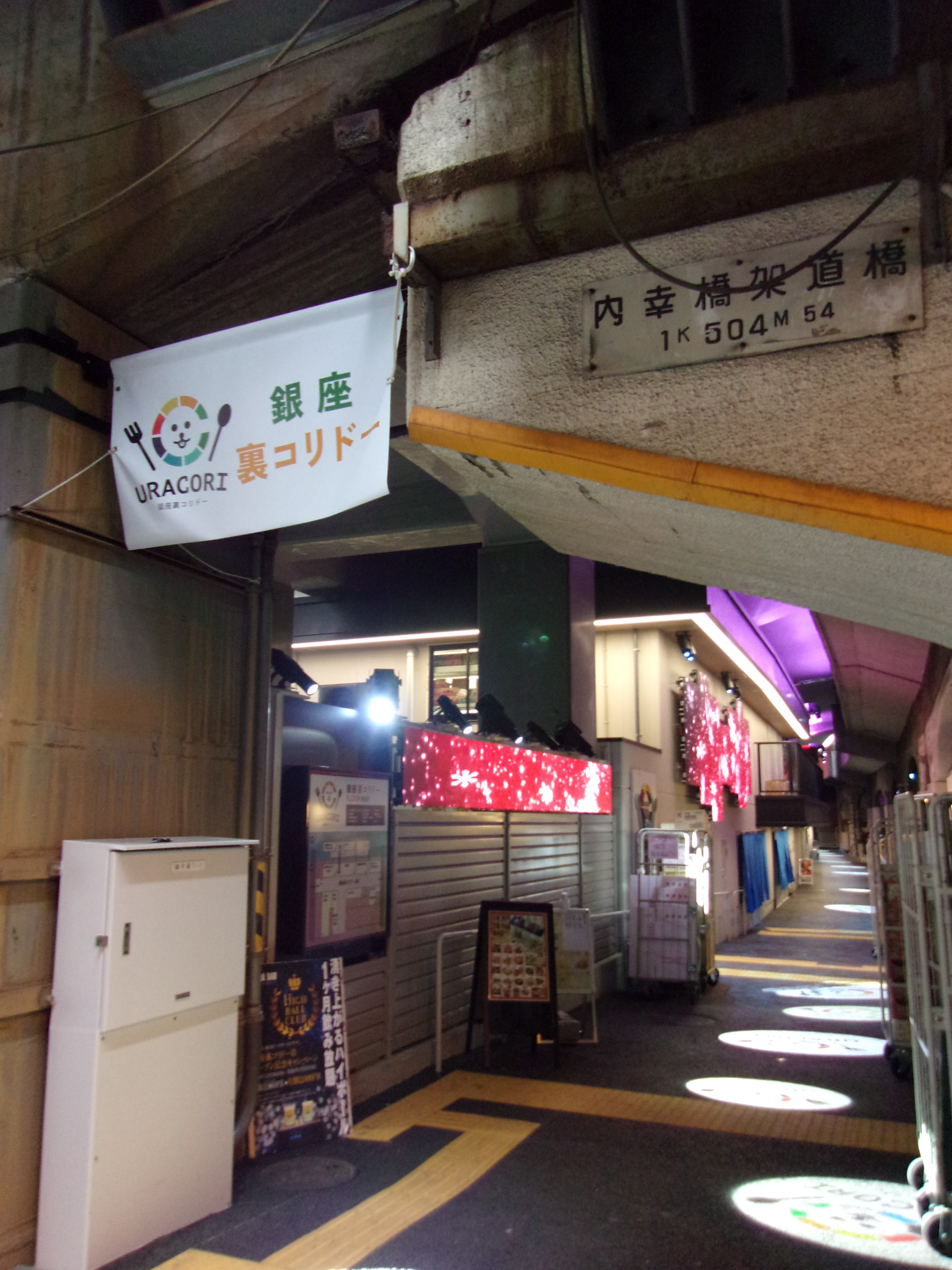
銀座裏コリドー